# Heinrich Ranke

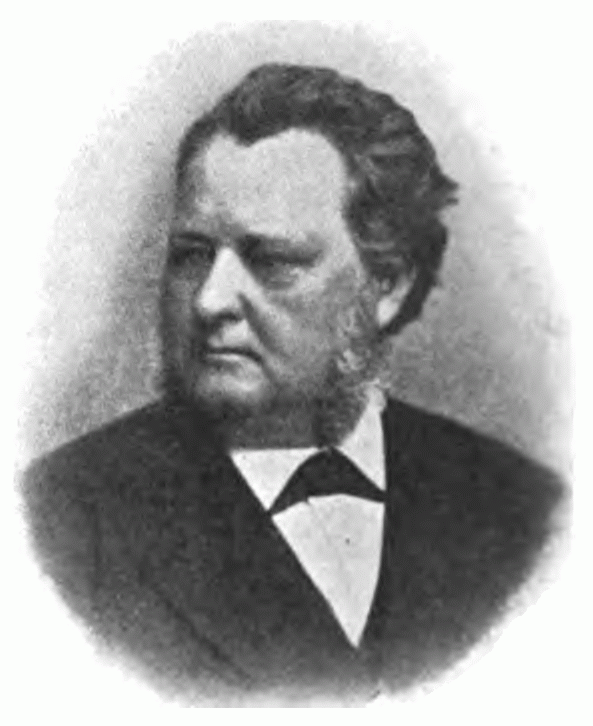
Heinrich von Ranke
(aus Julius Pagels Biographischem Lexikon hervorragender Ärzte, 1901)

Heinrich Israel Ranke, seit 1891 Ritter von Ranke (* 8. Mai 1830 in Rückersdorf (Mittelfranken); † 13. Mai 1909 in München), war ein deutscher Anthropologe, Pädiater, Hochschullehrer und königlich bayerischer Geheimer Hofrat.

## Familie
Heinrich Ranke war eines von acht Kindern des evangelischen Theologen Friedrich Heinrich Ranke (1798–1876) und seiner Frau Selma Ranke, einer Tochter des sächsischen Arztes und Naturforschers Gotthilf Heinrich von Schubert (1780–1860). Wie sein jüngerer Bruder Johannes Ranke (1836–1916), der ab 1869 an der Universität München Anthropologie lehrte, war er ein Neffe des Historikers Leopold von Ranke.

## Leben
Während seines Studiums in Erlangen wurde er im Winter-Semester 1847/48 Mitglied der Burschenschaft der Bubenreuther. 1851 promovierte Ranke bei dem Chemiker Eugen von Gorup-Besánez (1817–1878) in Erlangen zum Thema Physiologisch-chemische Untersuchungen über das Verhalten einiger organischer Stoffe im menschlichen Organismus nebst Versuchen über die diuretische Wirkung mehrerer Arzneimittel. Er arbeitete von 1853 bis 1858 als Arzt am Deutschen Hospital in London und während des Krimkrieges in Smyrna sowie auf der Krim. Danach studierte Ranke Kinderheilkunde in London. 1859 habilitierte er sich für Pädiatrie an der Ludwig-Maximilians-Universität München und lehrte später in diesem medizinischen Fachgebiet. 1866 wurde er Leiter der Pädiatrischen Poliklinik am Reisingerianum. Der Privatdozent Carl Seitz übernahm 1890 seine Nachfolge in der Kinderpoliklinik. 1886 wurde Ranke zum ersten Direktor der neu geschaffenen Universitätskinderklinik, dem Dr. von Haunersches Kinderspital in der Lindwurmstraße berufen. 1905 wurde er pensioniert.
Ranke schrieb Fachliteratur, die von medizinischen, über hygienische (etwa das von ihm mit Max Pettenkofer diskutierte Problem der Selbstreinigung von Flüssen im Rahmen der Münchener Kanalisationsfrage) bis zu anthropologischen Themen reichte.
Als sich der ständige Ausschuss bayerischer Ärzte 1874 in ein Herausgeberkollegium für die Wochenschrift Aerztliches Intelligenz-Blatt (das Vorläuferorgan von Münchener Medizinische Wochenschrift) wandelte, trat Ranke wie auch der Münchener Kreismedizinalrat Joseph Kerschensteiner und der Internist Hugo von Ziemssen, später auch Otto Bollinger, hinzu.
Im Jahr 1860 erwarb er Gut Laufzorn in der Nähe von Oberhaching. 1877 veranlasste er den Bau einer drei Kilometer langen privaten Pferdebahn vom Bahnhof Deisenhofen zu einer Ziegelei, die zu seinem Gut gehörte.

## Familie
Er heiratete am 30. Juni 1856 in Marylebone Luise Antoinette Tiarks (1831–1904), die Tochter des Astronomen Johann Ludwig Tiarks. Er hatte mit ihr zehn Kinder:
- Amalie Elisabeth (Amy) (* 15. Dezember 1857; † 23. Januar 1951) ⚭ Alfred Perceval Graves (* 22. Juli 1846; † 27. Dezember 1931), Dichter, (Eltern von Robert Ranke-Graves)
- Selma Adeline (Lily) (* 17. Mai 1859; † 9. Januar 1946 Eisenach) ⚭  Generalmajor Friedhelm von Ranke
- Klara (* 14. August 1860; † 27. März 1944) ⚭ Alexander Otto von Faber du Faur (* 18. Januar 1856;†  14. Dezember 1937)[5]
- Friedrich Israel (* 14. November 1861; † 14. November 1861)
- Friedrich (Fred) Israel (* 15. Oktober 1862; † 20. Januar 1929) ⚭ Emma Ehrmann (* 24. Februar 1868)
- Sophie (* 23. Mai 1864; † 2. März 1917) ⚭ Hans von Faber du Faur (* 21. November 1863; † 3. Dezember 1940) Offizier und Maler
- Luise (* 27. November 1865; † 13. Juni 1873)
- Heinrich (Harry) (* 1. Juni 1867; † 6. Februar 1958)
- Agnes (Sissy) (* 14. Januar 1869; † 16. Oktober 1955) ⚭ Ferdinand Hans Karl Siegfried Freiherr von und zu Aufseß (* 7. Januar 1871; † 30. Mai 1917)[6]
- Robert Ludwig (* 2. März 1873; † 2. März 1926) ⚭ 1901 Isabella Maria Lud. Fischler Gräfin von Treuberg (* 17. August 1880; † 7. August 1965)[7]

## Auszeichnungen
Ranke wurde mit Verleihung des Verdienstordens der Bayerischen Krone am 29. April 1891 zunächst in den persönlichen bayerischen Ritterstand erhoben; die Immatrikulation bei der Ritterklasse der Adelsmatrikel des Königreichs Bayern erfolgte am 1. Mai 1891. Der erbliche bayerische Adelsstand wurde ihm und seinen Nachkommen erst am 22. Juni 1893 verliehen; die entsprechende Immatrikulation bei der Adelsklasse der Adelsmatrikel des Königreichs Bayern erfolgte am 12. Juli 1893.

## Schriften (Auswahl)
- Physiologisch-chemische Untersuchungen über das Verhalten einiger organischer Stoffe im menschlichen Organismus. Nebst Versuchen über d. diuret. Wirkung mehrerer Arzneimittel. Erlangen, Univ., Diss., 1851.
- Acht Tage bei unseren Verwundeten in den entlegeneren Spitälern. Sechs Briefe an das Comité des Münchener Vereins für verwundete und Kranke Krieger. Druck von C. R. Schurich, München 1866.
- Bericht über die Anwendung des Liernur'schen Systems in Prag. Fleischmann, München 1870.
- Zur Münchener Canalisationsfrage : Vortr. geh. im Ärztl. Bezirks-Vereine München. Finsterlin, München 1879.
- Über Feldmarken der Münchener Umgebung und deren Beziehungen zur Urgeschichte (=Beiträge zur Anthropologie und Urgeschichte Bayerns, Band 5). München 1882.
- Zur Geschichte des Dr. von Hauner'schen Kinderspitals. Vortrag. Dr. v. Knorr & Hirth, München 1886.
- Die bayerischen Volksstämme. Oldenbourg, München 1890. (Die Landwirthschaft in Bayern. Denkschrift nach amtlichen Quellen bearbeitet)
- Ueber Hochäcker. Fr. Bassermann, München 1893. (Sonderabdruck aus Beiträge zur Anthropologie und Urgeschichte Bayerns)